# Ceraturgus cruciatus
Ceraturgus cruciatus là một loài ruồi trong họ Asilidae. Ceraturgus cruciatus được Say miêu tả năm 1823. Loài này phân bố ở vùng Tân Bắc giới.